# Deux maisons à Pontrieux
Les deux maisons sont situées à Pontrieux, en France.

## Localisation
Les deux maisons sont situées sur le territoire de la commune de Pontrieux, place Yves-Le-Trocquer, dans le département des Côtes-d'Armor, en région Bretagne.

## Description
Dominée par une tour carrée centrale, la première maison présente une façade en moellons et des encadrements en pierre de taille. Une porte centrale et deux ouvertures de chaque côté forment le rez-de-chaussée. Cinq fenêtres s'alignent au premier, celle de la tour se trouvant entre deux grands trumeaux. À la suite, après un léger angle rentrant, vient une maison à la façade régulièrement percée, en pierres taillées avec cordons à la hauteur des planchers. Le rez-de-chaussée bas se compose d'une porte plein cintre à gros appareillage et de quelques poteaux. Le premier étage, au colombage enduit, s'ouvre de quatre fenêtres sur les linteaux. Une pièce de bois court dans toute la longueur de la façade, ainsi qu'une seconde au niveau de l'allège du deuxième étage et une au-dessus des deux lucarnes de cet étage.

## Historique
Les deux maisons sont inscrites partiellement au titre des monuments historiques par arrêté du 3 février 1964. Éléments protégés : les façades sur la place et toitures correspondantes de la maison en granit (voisine de la maison à tour carrée) et de la maison à porte plein cintre, près de la fontaine.